# Klejniszki
Klejniszki – część Dukszt na Litwie, w okręgu uciańskim, w rejonie ignalińskim.
Dawna wieś.

## Historia
W dwudziestoleciu międzywojennym wieś leżała w Polsce, w województwie nowogródzkim (od 1926 w województwie wileńskim), w powiecie brasławskim (od 1926 w powiecie święciańskim), w gminie Dukszty.
Według Powszechnego Spisu Ludności z 1921 roku zamieszkiwało tu 29 osób, wszystkie były wyznania rzymskokatolickiego i zadeklarowały litewską przynależność narodową. Było tu 7 budynków mieszkalnych. W 1931 zamieszkiwały tu 33 osoby w 7 budynkach.
Miejscowość należała do parafii rzymskokatolickiej w Duksztach. Podlegała pod Sąd Grodzki w Święcianach i Okręgowy w Wilnie; właściwy urząd pocztowy mieścił się w m. Duksztach.